# Erzsébet Királyné Általános Iskola, Óvoda, Alapfokú Művészetoktatási Intézmény és Szakiskola
Az Erzsébet Királyné Általános Iskola, Óvoda, Alapfokú Művészetoktatási Intézmény és Szakiskola Rakamazon található, melynek névadója Wittelsbach Erzsébet magyar királyné.
Rakamazon két óvoda található, melyek a Mesevár Óvoda és a Mesevár Óvoda Dózsa György úti telephelye nevet viselik (helyi szóhasználatban: „lenti” és „fenti” óvoda).
Az óvodáskor után az Erzsébet Királyné Általános Iskola, Óvoda, Alapfokú Művészetoktatási Intézmény és Szakiskola alsó tagozatába („sárga iskola”) kerül a diák, hol négy évet tölt el optimális esetben.
Az alsó tagozat után az iskola felső tagozatába („piros iskola”) kerül a gyermek, ahol úgyszintén 4 évet tölt el, így elvégezve a nyolc éves alapfokú oktatást.
Mind a két épület kétemeletes, tartozik hozzájuk tornaterem is.
Az intézmény vezetője: Dóka Éva. 